# یواس‌اس دانلین (ای‌ام-۳۶۱)
یواس‌اس دانلین (ای‌ام-۳۶۱) (به انگلیسی: USS Dunlin (AM-361)) یک کشتی بود که طول آن ۱۸۴ فوت ۶ اینچ (۵۶٫۲۴ متر) بود. این کشتی در سال ۱۹۴۳ ساخته شد.